# جيروم جونز
جيروم جونز (بالإنجليزية: Young Rome)‏ هو مغني أمريكي، ولد في 25 أكتوبر 1981 في لوس أنجلوس في الولايات المتحدة.

## وصلات خارجية
- جيروم جونز على موقع IMDb (الإنجليزية)
- جيروم جونز على موقع ميوزك برينز (الإنجليزية)
- جيروم جونز على موقع ميوزك برينز (الإنجليزية)
- جيروم جونز على موقع أول ميوزيك (الإنجليزية)
- جيروم جونز على موقع ديسكوغز (الإنجليزية)
- جيروم جونز على موقع قاعدة بيانات الفيلم (الإنجليزية)